# Victor Rodde
Jean-François Victor Rodde, né le 11 novembre 1792 au Puy-en-Velay et mort le 30 décembre 1835 dans l'ancien 2e arrondissement de Paris, est un économiste, haut fonctionnaire aux finances, journaliste, lanceur d'alerte et écrivain français.
Père de l'écrivaine Julie Rodde (1818-1900), il est le fondateur et directeur du journal républicain Le Bon Sens (1832-1839).
Ses écrits sont signés Rodde aîné et Victor Rodde.

## Biographie

### Responsabilités et engagements en Auvergne (1792-1831)
Né au Puy-en-Velay, Jean-François Victor Rodde étudie à Clermont-Ferrand (Puy-de-Dôme), où il se distingue parmi ses camarades de collège pour ses brillants résultats en cours de latin et de mathématiques. Sous la Restauration, il travaille comme chef des bureaux de la direction des contributions directes de Clermont-Ferrand, où il acquiert sa spécialité en finance et en économie. Avec des amis, J.-F. Victor Rodde fonde le 4 janvier 1820 le premier journal auvergnat d'opposition à la politique conservatrice du régime de Louis XVIII, L'Ami de la Charte: journal du Puy-de-Dôme, journal qui souhaite faire entendre les oppositions et les revendications d'une jeunesse libérale soucieuse du respect de la Charte constitutionnelle adoptée en juin 1814, qui garantit notamment les principaux acquis de la Révolution française, dont la liberté de presse et d'expression : « En faisant paraître un nouveau journal dans ce département, nous n'avons pas eu la prétention de croire que cette entreprise serait absolument du goût de tout le monde. (...) Cette conduite de notre part peut paraître téméraire dans un temps où l'hypocrisie politique et religieuse est à son comble, dans un moment où tant de gens oublient ce qu'ils ont pensé, dit, écrit et fait depuis 25 ans ; mais notre résolution est prise, nous avons mesuré l'espace que nous voulons franchir ; et malgré tout ce qu'on fait pour rendre incertain notre avenir, nous ne craignons pas, en entrant dans la carrière, d'élever derrière nous un mur que nous ne puissions plus franchir, et en posant pied sur le rivage, nous mettons hardiment le feu à nos vaisseaux ».
A 30 ans, Victor Rodde retrouve son indépendance, et fonde en janvier 1823 sa propre entreprise à Clermont-Ferrand, L'Agence administrative, première institution dans le département qui centralise offres et demandes d'emploi, tout en proposant des renseignements et une aide générale pour chaque citoyen sur toute question d'ordre juridique et administratif. Devenant avantageusement connu dans sa ville pour les fonctions d'assistance citoyenne qu'il remplit « avec distinction », Victor Rodde va alors se lancer dans plusieurs combats en révélant des actes arbitraires qui corrompent l'intérêt général, dont notamment : en novembre 1825, il dénonce l'injustice et l'arbitraire de certaines décisions municipales du maire Antoine Blatin (1769-1846) et du préfet Alexandre-Louis d'Allonville (1774-1852); en juillet 1829, il fait connaître les malversations de François Charles Busset (?-1847), haut fonctionnaire et géomètre en chef chargé du cadastre du Puy-de-Dôme depuis novembre 1821, qui a réussi sur plusieurs années à s'enrichir au détriment de ses géomètres employés arpentant le département, pour lesquels il avait acté des baisses de salaires ; en juin 1830, il révèle la malhonnêteté de De Vissac, avocat célèbre de Riom qui, en 1827, s'est abusivement porté sur la liste électorale en déclarant, afin de composer son cens électoral, des impôts sur des biens fonciers dont il n'était pas encore propriétaire à l'époque. Pour chacune de ces affaires, Victor Rodde s'en remet aux tribunaux et à l'opinion publique, par voie de presse, afin que les lois soient respectées et l'intérêt général défendu, et il agit ainsi, de fait, comme un véritable lanceur d'alerte.
De cette époque date également les rapports entretenus entre V. Rodde et le général de La Fayette qui, dans une de ses lettres, lui témoigne de sa vive amitié : « Je vous envoie, mon cher Rodde, ainsi que vous avez bien voulu la demander, ma déclaration des droits, et vous renouvelle l'expression du vif plaisir que m'ont fait votre visite et nos conversations, ainsi que celle de l'amitié que je vous ai vouée de tout mon cœur ».
Durant les Trois Glorieuses de juillet 1830, à Clermont-Ferrand, Victor Rodde dirige l'éviction de la Préfecture du baron Jean-André Sers (1786-1862), préfet du Puy-de-Dôme évacué pour avoir permis de faire placarder les ordonnances liberticides de Charles X dans les rues de la ville. Au lendemain de la révolution, Victor Rodde est élu par la garde nationale de Clermont-Ferrand comme représentant de l'Auvergne auprès du roi Louis-Philippe, faisant ainsi notamment part au nouveau monarque, à l'occasion d'un voyage à Paris en aout 1830, des doléances des vignerons auvergnats, dont l'activité viticole se trouve « au cœur de l'équilibre économique (...) et fiscal de Clermont et de ses environs », et qui souffrent des taxes sur les boissons et autres impôts non proportionnels : « Nous avons eu le peuple pour nous », confie V. Rodde a Louis-Philippe, « parce que le peuple s'intéresse à l'honneur et à l'indépendance du pays. (...). Nous l'avons eu pour nous parce qu'il a en horreur les droits-réunis et les contributions indirectes. C'est au cri de 'Vive la liberté ! à bas les rats !' qu'il s'est insurgé. Vous l'aurez pour vous, sire, parce que vous avez promis que la charte serait désormais une vérité ».
Nommé dès l'automne receveur particulier des finances de la sous-préfecture d'Ambert (Puy-de-Dôme), Victor Rodde publie un opuscule Examen de l'impôt de consommation... (Vaissière, 1830) dans lequel il critique l'injustice de la fiscalité indirecte (tels que l'impôt sur les portes et fenêtres), et demande la mise en place d'un impôt direct calculé sur des conditions proportionnelles, donc plus justes. Certains critiques à l'époque saluent en V. Rodde « un rude athlète » qui met son « trait de plume » au service de l'intérêt général. Mais au fil des mois, aucune mesure politique n'est prise par le gouvernement, des émeutes antifiscales éclatent en série à l'automne 1830 dans le Puy-de-Dôme, et V. Rodde, entre son devoir de réserve que lui impose le statut de fonctionnaire public, et ses convictions de plus en plus critiques envers l'immobilisme de la nouvelle monarchie, est forcé de choisir : après un acte d'opposition à son supérieur le ministre des finances Joseph-Dominique Louis (1755-1837), lors d'élections législatives, le fonctionnaire rebelle est radié.

### Directeur du journalLe Bon Sensà Paris (1832-1835)
Au printemps 1832, à 39 ans, Victor Rodde, libéré de ses responsabilités administratives, s'installe à Paris et lance le 29 juillet 1832, avec Louis-Augustin-François Cauchois-Lemaire (1789-1861) qui en deviendra le rédacteur-en-chef et premier actionnaire, un journal qui va véritablement révolutionner le monde de la presse française : Le Bon Sens, journal populaire de l'opposition constitutionnelle. Le journal se veut alors être le plus abordable des organes de presse à diffusion nationale, vendu au numéro à deux sous seulement, mais également être un journal ouvert à la grande masse des citoyens privés de tous droits politiques, dont notamment les ouvriers et les femmes.
Le journal Le Bon Sens est soutenu financièrement à sa création par le chansonnier Pierre-Jean de Béranger (1780-1857), et surtout par plusieurs députés de l'opposition constitutionnelle, comme le général Lafayette (1757-1834) ou encore Jacques Laffitte (1767-1844).
De 1832 à 1835, le journal Le Bon Sens n'aura de cesse d'être confronté à la censure du régime de Louis-Philippe, et Victor Rodde n'hésite pas tout au long de cette période à assumer personnellement le combat de journaliste pour la défense de la liberté de la presse libre et indépendante: tribunes et lettres ouvertes signées, nombreux procès, duels avec des commissaires de police, rassemblements citoyens en plein cœur de Paris, etc.
Victor Rodde se félicitait de n'appartenir à aucun groupe ou faction politique, ni société secrète, bien que « républicain de cœur ».
Il meurt prématurément le jeudi 31 décembre 1835 (à 43 ans) et est inhumé le 2 janvier 1836 au cimetière du Père-Lachaise, dans l'actuelle division 28 : « Il succomba après une maladie de quinze jours; sortant de son bureau, très chauffé, tandis qu'il gelait dehors, pressé de rentrer parce qu'il était tard (minuit) et qu'il craignait d'inquiéter sa femme, il oublia de prendre son pardessus ; en route, il faut saisi d'un frisson... il devait être emporté par une fluxion de poitrine. Il expira dans les bras d'Hippolyte Lucas et de Philibert Audebrand ».
A son enterrement, son cercueil fut porté, de l'église Saint-Vincent-de-Paul au Cimetière du Père-Lachaise, par Georges de Lafayette, fils du général, Louis Marie de Cormenin, Armand Carrel et par le sénateur belge Marc Robert Ghislain Lefebvre-Meuret, actionnaire et propriétaire du Bon Sens.
La presse de toute tendance politique salue quasi unanimement son parcours de vie, tels que le journal conservateur Le Rénovateur déplorant la mort prématurée d'« un homme d'intelligence et de cœur qui s'est toujours montré un zélé défenseur des libertés publiques », ou bien le journal républicain Le Charivari estimant lui que « la presse patriote vient de perdre un de ses plus énergiques écrivains ».
Victor Rodde et son épouse Marie Laplanche, mariés à Aubenas (Ardèche) en 1813, eurent deux enfants, encore mineurs au décès de leur père, dont une fille, Julie Rodde (1818-1900), qui sera poète et journaliste et épousera en 1841 l'écrivain François Fertiault (1814-1915).

## Postérité
Les journalistes républicains confrères du Charivari consacreront le 8 janvier 1836 un numéro spécial dédié au parcours et aux engagements de Victor Rodde.

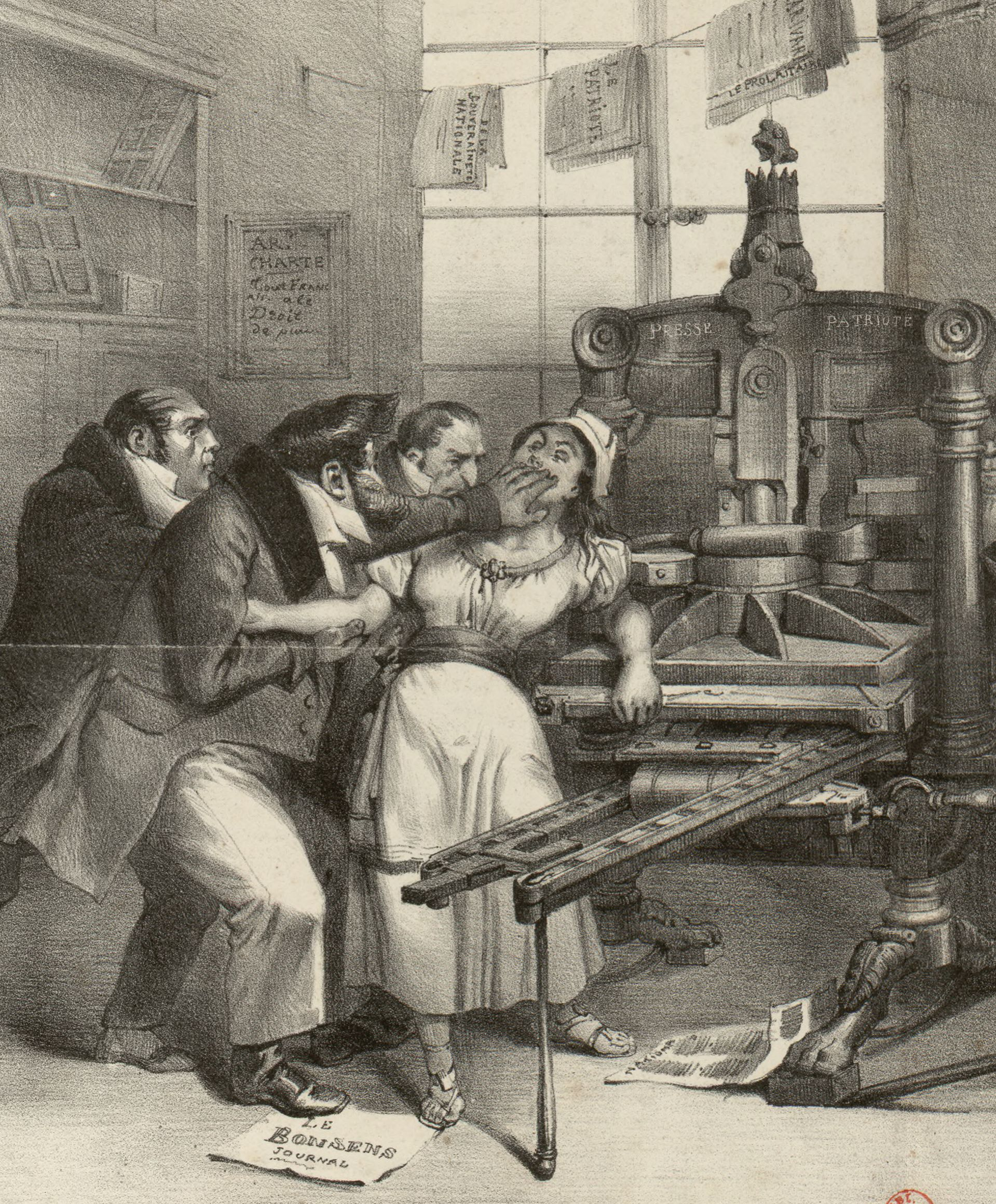
Jean-Jacques Grandville (1803-1847) et Auguste Desperet (1804-1865), Descente dans les ateliers de la liberté de la Presse, 1833 (détail: Louis-Philippe foulant aux pieds un numéro du journal Le Bon Sens)

Le dessinateur Jacques-François Llanta exécute un portrait posthume de V. Rodde en 1836, lithographié par Pierre Théophile Junca (1810-?) et dont deux épreuves sont aujourd'hui conservées à la Bibliothèque du Patrimoine à Clermont-Ferrand.
Les dessinateurs Jean-Jacques Grandville (1803-1847) et Auguste Desperet (1804-1865) représentent dans leur lithographie Descente dans les ateliers de la liberté de la presse (novembre 1833) le roi Louis-Philippe foulant aux pieds un numéro du journal Le Bon Sens.
L'historien, et ancien directeur du Bon Sens, Louis Blanc (1811-1882), consacrera en 1846 de longs passages au sujet du combat mené par V. Rodde contre l'arbitraire des forces de police parisiennes, dans son ouvrage Histoire de Dix Ans : 1830-1840. Plus tard, dans son livre Le Parti républicain et l'amnistie, Louis Blanc évoquera à nouveau des souvenirs liés à son ancien ami Victor Rodde, « en qui », estime-t-il, « le courage civique était la fermeté du bon sens autant que celle de la conviction ».
Le romancier Alexandre Dumas (1802-1870) immortalisera notamment une journée où Victor Rodde réussit à rassembler plus de 8.000 parisiens place de la Bourse pour le soutenir dans son combat contre l'arbitraire de la police.
Le poète et écrivain Henri de Latouche (1785-1851) dans son roman Aymar (1867) fait incarner Victor Rodde en un de ses personnages.
En 1873, l'encyclopédiste Émile Loubens (1799-1889) intègre un long extrait d'un texte de Victor Rodde sur la notion de travail dans son Recueil alphabétique de citations morales des meilleurs écrivains.
Les historiens Gaston Cougny (1857-1908) et Ernest Adolphe Robert (1833-1899) évoquent l'entrée du jeune Louis Blanc (1811-1882) dans la rédaction du Bon Sens, à son arrivée à Paris, et relatent très précisément sa rencontre décisive avec Victor Rodde, « franche et robuste nature, athlète au physique et au moral le plus bienveillant des hommes ».
En 1914, le journaliste Serge Bernstamm (1894-1980) « considère comme un véritable et religieux devoir, la mission qui (lui) est aujourd'hui confiée de rendre hommage (...) à Victor Rodde, valeureux champion de la liberté de la presse, infatigable athlète qui consacra sa trop courte existence à servir le peuple, à attaquer les abus, à réclamer pour chacun le droit de vivre en travaillant ».
En 1915, son gendre François Fertiault (1814-1915), poète et époux de Julie Rodde (1818-1900), fait don dans son testament au Musée Crozatier (Le Puy-en-Velay) de l'unique portrait peint à ce jour connu de Victor Rodde, actuellement non exposé depuis la réouverture du musée en 2018.

## Œuvres
Divers écrits et opuscules
- De la nouvelle répartition de l'impôt foncier, Clermont-Ferrand, Thibaud-Landriot, 1826
- Examen critique du traité pratique sur la partie d'art du cadastre ou Lettre de Mayeu le Bossu à Crispin-Fanfan Basset, auteur dudit Traité pratique..., Paris, Tilliard, 1829 (en collaboration avec Antoine Fortuné Boilay (1802-1866))
- Procès en diffamation : extrait de la plaidoirie de M. Rodde, Clermont-Ferrand, Vaissière, 1829
- Procès en diffamation : observations de M. Rodde faites à l'audience, en réponse à la défense de M. Busset, Clermont-Ferrand, Vaissière, 1829
- Lettre de Rodde aîné au Conseil général du Puy-de-Dôme proposant de réduire les bénéfices de M. Busset, chargé de l'entreprise du cadastre, Clermont-Ferrand, Vaissière, 1829
- Tableau indiquant ce que serait le double projet de loi municipale et départementale appliquée au département du Puy-de-Dôme, Clermont-Ferrand, Vaissière, 1829 (lire en ligne)
- Examen de l'impôt de consommation : moyens de supprimer les droits sur les sels et les boissons, et de les remplacer par une cinquième contribution directe dite de Consommation, Clermont-Ferrand, Vaissière, 1830
- Un mot sur le déficit Kessner, sur les causes de ce déficit et sur les cas de responsabilité qui devraient en résulter, Paris, Auffray, 1833 (lire en ligne)
- 11 et 13 novembre 1833 : Publicité des rues conquises sur la police, Paris, Auffray, 1833 (lire en ligne)
- Almanach populaire et politique : Esprit du Bon Sens, ou extraits des articles publiés dans ce journal du 29 juillet au 31 décembre 1832, Paris, Le Bon Sens, 1833 (lire en ligne)
- Lettre à M. Barthe, ministre de la Justice, in Rion, Adolphe, Les Grands ciseaux..., Paris, Mie, 1834, p. 7 (lire en ligne)

Journaux créés et dirigés
- L'Ami de la Charte: journal du Puy-de-Dôme (1820)
- Le Bon Sens: journal populaire de l'opposition constitutionnelle (1832-1839)